# Fürgemaki
A fürgemakik (Lepilemur) az emlősök (Mammalia) osztályának főemlősök (Primates) rendjébe, ezen belül a fürgemakifélék (Lepilemuridae) családjába tartozó nem. A fürgemakifélék családjának egyetlen neme.
A csoportba tartozó tartozó fajok valamennyien Madagaszkáron élnek és közeli rokonai a többi makifélének. Korábban a kihalt Megaladapis nemmel együtt a Megaladapidae családba sorolták, de genetikai vizsgálatok alapján ez a makinem külön családot kapott.

## Megjelenésük

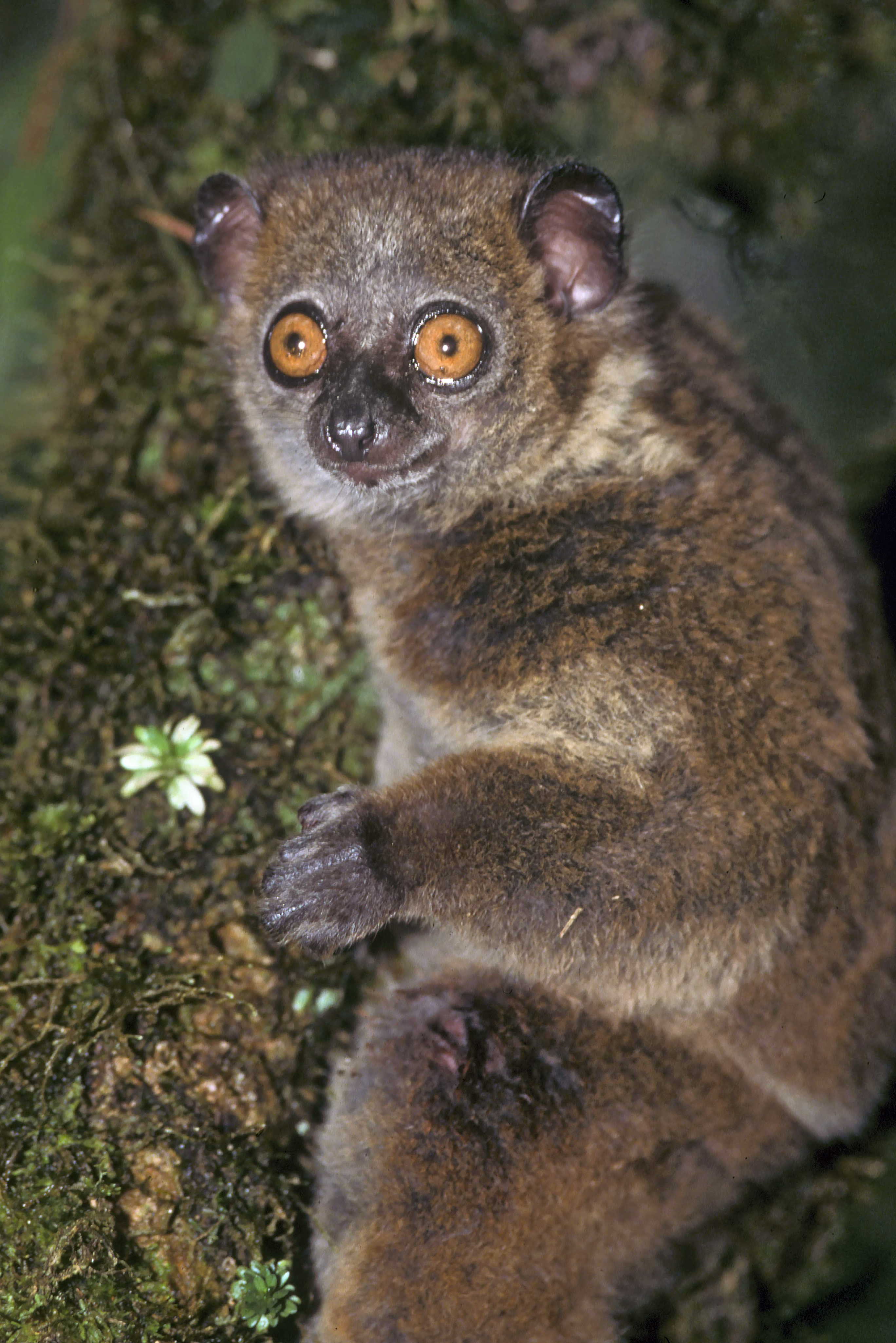
Kisfogú fürgemaki

A fürgemakik közepes nagyságú makifajok. Bundájuk a hátukon szürkés- vagy vörösesbarna, a hasukon sárgásfehér. Fejük jellemzően rövid, fülük nagy és kerek. Testhosszuk 30–35 centiméter, amihez még ugyanilyen hosszú farok járul. Testtömegük 900 gramm körüli. Retinájuk mögött fényvisszaverő réteg (tapetum lucidum) található, így szemük sötétben fénylik.

## Életmódjuk
Többségük a fák lombja között él és valamennyien éjszakai életmódot folytatnak. Erős hátsó lábaikkal könnyen ugrálnak át egyik ágról a másikra. A földön a kengurukhoz hasonlóan szökdécselnek. Napközben a lombok között vagy faodúkban rejtőznek el. Általában magányosan élnek és megvédelmezik területüket fajtársaikkal szemben. A hímek és nőstények territóriuma átfedhet.
Növényevők, főleg levelekkel táplálkoznak.

## Szaporodásuk
A nőstények 120-150 napig vemhesek és szeptember-december között hozzák világra többnyire egyetlen utódukat. A kölyköt egy odúban berendezett fészekben neveli fel. Négy hónapos koráig szoptatja; ezután a kölyök még egyéves koráig anyjával él. Az ivarérettséget másfél évesen érik el, átlagos élettartamuk körülbelül 8 év.

## Osztályozásuk
A Lepilemur nemet a francia Isidore Geoffroy Saint-Hilaire írta le 1851-ben. Nevét a makikat jelentő Lemur és a csinos, bájos jelentésű latin lepidus szavak kombinációjából kapta. Az összetétel nyelvtanilag helytelen, később más kutatók hiába próbálták kijavítani Lepidolemur-ra.
2005-ig a nembe 8 faj tartozott, amelyeket azóta a genetikai és szerológiai vizsgálatok számos új fajjá bontottak szét. 2017-ben 26 faj tartozott a Lepilemur genusba (és a Lepilemuridae családba):
- Fürgemakifélék családja (Lepilemuridae)
  - Lepilemur nem
    - Lepilemur aeeclis AEECL-fürgemaki
    - Lepilemur ahmansonorum Ahmanson-fürgemaki
    - Lepilemur ankaranensis Ankarana-fürgemaki
    - Lepilemur betsileo) Betsileo-fürgemaki
    - Lepilemur dorsalis szürkehátú fürgemaki
    - Lepilemur edwardsi Edwards-fürgemaki
    - Lepilemur fleuretae Fleurete-fürgemaki
    - Lepilemur grewcockorum Grewcock-fürgemaki
    - Lepilemur hollandorum Holland-fürgemaki
    - Lepilemur hubbardorum Hubbard-fürgemaki
    - Lepilemur jamesorum James-fürgemaki
    - Lepilemur leucopus fehérlábú fürgemaki
    - Lepilemur microdon kisfogú fürgemaki
    - Lepilemur milanoii Daraina-fürgemaki
    - Lepilemur mittermeieri Mittelmeier-fürgemaki
    - Lepilemur mustelinus közönséges fürgemaki
    - Lepilemur otto Otto-fürgemaki
    - Lepilemur petteri Petter-fürgemaki
    - Lepilemur randrianasoloi Randrianasolo-fürgemaki
    - Lepilemur ruficaudatus vörösfarkú fürgemaki
    - Lepilemur sahamalazensis Sahamalaza-fürgemaki
    - Lepilemur scottorum Scott-fürgemaki
    - Lepilemur seali Seal-fürgemaki
    - Lepilemur septentrionalis északi fürgemaki
    - Lepilemur tymerlachsoni Hawk-fürgemaki
    - Lepilemur wrightae Wright-fürgemaki

## Fordítás
- Ez a szócikk részben vagy egészben  a   Sportive lemur című angol Wikipédia-szócikk ezen változatának fordításán alapul.  Az eredeti cikk szerkesztőit annak laptörténete sorolja fel. Ez a jelzés csupán a megfogalmazás eredetét és a szerzői jogokat jelzi, nem szolgál a cikkben szereplő információk forrásmegjelöléseként.